# DMH17系エンジン

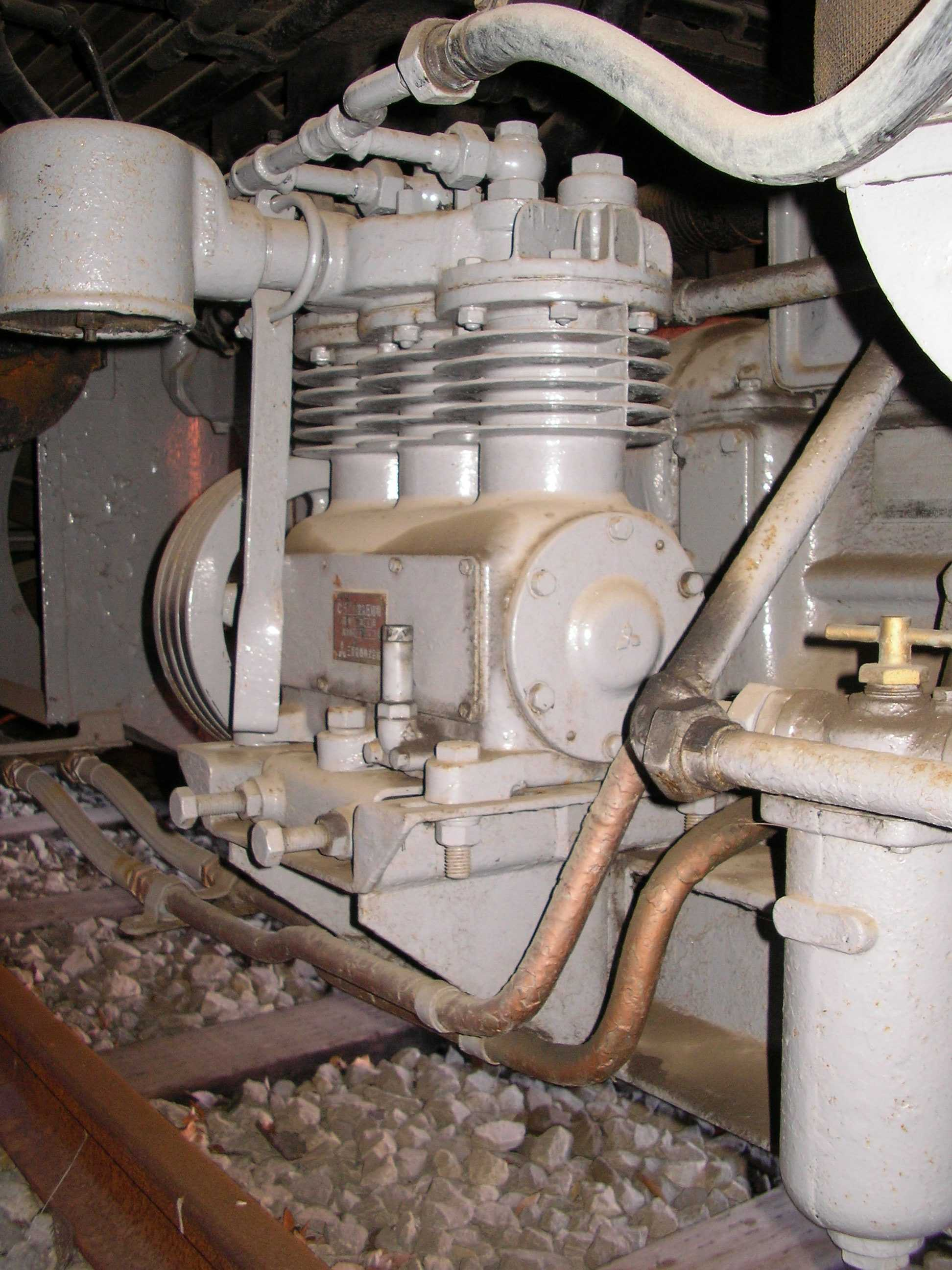
同エンジン装備のC-600空気圧縮機

DMH17系エンジン（DMH17けいエンジン）とは、日本国有鉄道（国鉄）の気動車・ディーゼル機関車に搭載されていた直列8気筒、副室式ディーゼルエンジンである。
名称は、DMがディーゼルエンジンであること (Diesel Motor)、Hは8気筒であること（アルファベットの8番目）、17は総排気量が17 Lであることを表す。1951年（昭和26年）以降1960年代末まで、国鉄の気動車用標準ディーゼルエンジンの一つとしてこれを搭載した気動車が大量に製作され、日本全国で使用された。

## 概要
基本設計は太平洋戦争前に行われており、重量の割に出力は十分でなく、設計の古さから燃費や熱効率、冷間始動性も芳しくなかったが、この機種を基軸とした標準化が優先して推進されたことや、DMH17系に代わる軽量で高効率な大出力エンジンがDMF13系（2代目）の登場まで実用化されなかったこともあり、この機種を搭載した気動車は、一般形から特急形に至るまで長期にわたって大量増備されることとなり、同時期に新製された私鉄向け気動車にも搭載された。
国鉄の物については、分割民営化後JR旅客各社に継承されたが、本州3社に継承された物の一部はカミンズ社や小松製作所、新潟鐵工所製の軽量・省燃費で大出力の新型エンジンへの換装が進められ、また搭載車そのものの老朽化による廃車も進んだ。
私鉄への譲渡車や私鉄の自社発注車でも廃車や新型エンジンへの交換が進み、DMH17系エンジン搭載車は大幅に減少しつつある。このエンジン、特に縦形機関の独特のサウンド（三連符を刻む空気圧縮機と「コロンコロン」「カランカラン」と表現される特徴的な軽みのあるアイドル音、加速時の噴射音やエンジンそのものの激しい唸りなど）を聞く機会も非常に少なくなってきているが、小湊鉄道キハ200形気動車は2024年時点でも全車に本エンジンが搭載されており、営業車では大変貴重である。

## 歴史
ルーツは鉄道省及び民間メーカーの協力により1932年（昭和7年）度に設計された定格100 PSの6気筒ガソリンエンジン「GMF13形エンジン」である。鉄道省キハ41000形に搭載されたこのエンジンをベースに8気筒化したものがキハ42000形用の150 PSガソリンエンジン「GMH17形エンジン」（1935年（昭和10年））である。
この時代から、ディーゼルエンジンがガソリンエンジンに比して経済性に勝ることは認知されており、鉄道省でも1935年（昭和10年）頃から気動車用ディーゼル機関の開発が試みられた。1935年以降、GMF13形・GMH17形エンジンと同等スペックのディーゼルエンジン開発が計画され、当時高速ディーゼルエンジン開発に取り組んでいた新潟鐵工所、池貝製作所、振興造機、ダイハツ工業および三菱造船の各社競作により試作が行われた。各社のエンジンはほぼ同クラスの性能・サイズであったが、燃焼室構造などには差異があり、新潟LH8形、池貝8HSD13形はいずれも渦流室式、三菱8150形は直噴式で、部品の相互互換性は無かった。試作エンジンは当時の標準型機械式気動車に搭載され、試験が繰り返された。
この結果を基に、鉄道省と各車両メーカーによる共同の基本設計が進められ、1941年（昭和16年）には完了したものの、太平洋戦争の開戦と燃料事情の悪化により、量産化・実用化開発は中断した。
終戦後、気動車用として早急に実用に供しうる高速ディーゼルエンジンが求められたことから、旧式ではあるが既に基本設計や部分試作が済んでおり、資料や試作部品も残存していたこの直列8気筒エンジンが、再度実用化開発の対象とされた。

従って、第二次世界大戦中の急速な技術進歩から取り残された格好となり、開発再開の時点ですでに旧式化していた。例えば、1955年（昭和30年）に東急車輛製造が台湾鉄路管理局（台鉄）向けに製造したDR2500型気動車にはカミンズ製NHRBS-600エンジン（排気量12.2 L 機械加給 300 hp/2,100 rpm）が搭載されており、DMH17形より少ない排気量ながら、高回転化と過給により出力は2倍となっている。
1950年（昭和25年）から本格的に量産に向けた改良設計・製作を再開し、1951年（昭和26年）2月にDMH17形エンジンが完成した。初めてこのエンジンを搭載したのは、元ガソリンカーのエンジン換装車であるキハ42013である（当時の経緯についてはキハ07形の項に詳しい）。続いてこれを6気筒に縮小したDMF13形エンジン（初代）も作られた。　
当初は縦形シリンダーで定格出力は150馬力であったが、適宜改良され、出力は1958年（昭和33年）までに180 PSまで向上した。しかし、エンジンの天地寸法が大きいうえ、客室内にシリンダーヘッド点検（主にグロープラグの点検とバルブ回りの整備）用の蓋を設けなければならず、低床化と騒音・油臭対策が必要となるキハ80系の開発にあたり、横形（水平シリンダー形）に再設計された。それが1960年（昭和35年）開発のDMH17H形で、型式名末尾の「H」は水平 (Horizontal) を意味する。以後1971年（昭和46年）までの約10年間、国鉄気動車の標準型エンジンとして大量に製作された。
DMH17系エンジンは1952年（昭和27年）以降、私鉄が導入した気動車にも広く採用されたほか、気動車や客車のサービス電源用発電エンジンとして、またDD11形のような小型の機関車や、動力の必要な事業用貨車等にも搭載された実績がある。
完全な新製車両でこの系列のエンジンを搭載して製造された最後の事例は、日本国内向けが1977年（昭和52年）製の小湊鉄道キハ200形気動車の最終増備車2両、日本国外向けが1982年（昭和57年）製のインドネシア国鉄MCW302形気動車で、前者はDMH17Cを、後者はDMH17Hをそれぞれ搭載していた。
2021年（令和3年）10月現在でも、ごく少数が現役の気動車用エンジンとして実働している。

## 主な改良点
DMH17
当初の量産型。クランクケース分割型。渦流室式燃焼室、150馬力。機械式変速機との組み合わせを前提に設計。
DMH17A
電気式向けに製作。予燃焼室式に変更、160馬力。電気式気動車であるキハ44000形用のため、発電機との組み合わせを前提として端部の設計を変更。
DMH17B
液圧式向けにDMH17Aとほぼ同時期に製作。予燃焼室式を採用。インジェクターの噴口数を4個から3個に変更、170馬力。キハ44500形用として設計され、TC2液体変速機との組み合わせに備えて端部の設計が再々変更された。また後に設計されたDF115液体変速機に対応する際には、TC2用と別種のフライホイールが用意され、交換可能とされた。
DMH17B1
予燃焼室、圧縮比の変更、プランジャー直径を8 mmから9 mmに変更、180 PS。振興造機のみの製造。
DMH17BX
プランジャー直径を8 mmから9 mmに変更、180 PS。新潟鐵工所のみの製造。
DMH17C
プランジャー直径を8mmから9mmに変更、180馬力。
DMH17C-G
発電セット用機関としたもの。皇室用460、マヤ20の一次車に搭載される。負荷の急変動時にも一定の回転数を保つため、調速機を備える。
DMH17S
小型機関車用過給器付。
DMH17S-G
DMH17Sを発電セット用機関としたもの。マヤ20の二次車に搭載される。
DMH17SB
小型機関車用。過給器および吸気冷却器付、300 PS。
DMH17H
横型に変更。クランクケースを一体型に変更。プランジャー変更。
DMH17H-G
発電セット用機関としたもの。キハ80系に搭載される。

## その他
- 量産型エンジンの製造は、振興造機（現・神鋼造機）、新潟鐵工所（現・IHI原動機）、池貝製作所、新三菱重工（現・三菱重工業）、ダイハツ工業（現・ダイハツインフィニアース）による。
- 気動車用として組み合わされる変速機は、振興造機TC2系または新潟コンバータDF115系液体変速機が標準であった。いずれも200PS級のエンジン容量に対応可能で、DMH17系に適合した性能であった。他には機械式変速機と組み合わせられた事例もあり、私鉄気動車や機関車などでは別形式の液体変速機を用いた少数例もある。
- エンジンオイル容量は車種によって異なるが、50 L前後。
- 冷却水容量は車種によって異なるが、約300 - 400 L。
- 2個のスターターモーターや予熱栓（グロープラグ）も備えるが、燃焼室の表面積が大きいため始動性が悪く、特に冬季などは冷却水の凍結防止の見地から、運転時・滞泊中を問わず24時間エンジンを回し続けていることが多かった。冷間始動が極めて困難であるだけでなく、1958年以降製造の一部形式で冷却水を車内暖房熱源としていたことにもよる。
- この機種の低出力は早くから問題になっており、国鉄では1954年から1955年にかけ、出力増大策としてルーツ式スーパーチャージャーによる過給を検討、エンジンメーカー協力で試験された。ベースエンジンをDMH17Bとし、定格出力は無過給の160 HPから200 HPに向上を図った。振興造機、ダイハツの2社がイギリス・ゴッドフレー製、新潟鐵工は日立製のルーツ過給機を装備してキハ45000に搭載、25‰登り勾配での均衡速度を5ノッチ時に23 km/hから36 km/hに向上させる成績を挙げた[2]。だが1956年まで勾配路線の日光線で気動車エンジンとして運用した成績は芳しくなく、本命たる気動車用DMH17形エンジンには制式採用されなかった。DMH17形エンジンの過給機は、後年に少数の私鉄機関車や発電用モデルで限定的に採用されるに留まった。
- 国鉄でのDMH17系は排気管過熱事故を多発させ、これを防ぐ見地から1960年代以降、全出力状態での運転は5分間に制限された。液体式気動車でエンジンが全出力となるのは主幹制御器の「5ノッチ」段階であり、この運用制限は俗に「5ノッチ・5分」と言われた。乗務員は連続勾配などでの運転では、頃合いを見て回転を落とさねばならなかった。
- JR東日本からDMH17系エンジンが一掃されたのは、1988年（昭和63年）3月、キハ58系気動車改造のジョイフルトレイン『サロンエクスプレスアルカディア』が上越線で臨時列車として運転中にエンジン発火事故を起こしたのがきっかけである（死者は出なかったが1両が全焼し廃車）。これに伴い、JR東日本はDMH17系エンジン搭載車について、1992年（平成4年）までに新型エンジンへの置き換えを終えた。
  - 当時のJR東日本会長であった山下勇は元三井造船会長で鉄道業界人ではなかったが、戦前に船舶用エンジンの開発に携わっていた技術者であった。火災事故の報告を受けた山下は、すぐさま事故原因の一つとおぼしいDMH17Hエンジンの設計図を取り寄せ、図面を見るなり「おい、このエンジンは戦前の設計だぞ」と驚愕したという[注釈 4][3]。同様の火災事故の発生を危惧した山下ら首脳陣はすぐにエンジン更新の指示を発し、短期間でDMH17系エンジンの置き換えが完了した[3]。

## 諸元
|                              | DMH17          | DMH17A     | DMH17B               | DMH17B1              | DMH17BX    | DMH17S     | DMH17S-G   | DMH17SB    | DMH17C               | DMH17C-G        | DMH17H               | DMH17H-G             |
| ---------------------------- | -------------- | ---------- | -------------------- | -------------------- | ---------- | ---------- | ---------- | ---------- | -------------------- | --------------- | -------------------- | -------------------- |
| 方式                         | 渦流室式       | 予燃焼室式 | 予燃焼室式           | 予燃焼室式           | 予燃焼室式 | 予燃焼室式 | 予燃焼室式 | 予燃焼室式 | 予燃焼室式           | 予燃焼室式      | 予燃焼室式           | 予燃焼室式           |
| シリンダ数                   | 8              | 8          | 8                    | 8                    | 8          | 8          | 8          | 8          | 8                    | 8               | 8                    | 8                    |
| シリンダ径×行程 (mm)         | 130×160        | 130×160    | 130×160              | 130×160              | 130×160    | 130×160    | 130×160    | 130×160    | 130×160              | 130×160         | 130×160              | 130×160              |
| 排気量 (l)                   | 16.98          | 16.98      | 16.98                | 16.98                | 16.98      | 16.98      | 16.98      | 16.98      | 16.98                | 16.98           | 16.98                | 16.98                |
| 圧縮比                       | 16             |            | 16                   | 17                   |            |            |            |            | 16                   | 16.3            | 16                   | 16                   |
| 定格出力 (PS-rpm)            | 150-1500       | 160-1500   | 170-1500             | 180-1500             | 180-1500   | 250-1500   | 210        | 300        | 180-1500             | 160-1200        | 180-1500             | 160-1200             |
| 定格時トルク (kgm)           | 72             |            |                      | 86                   |            |            |            |            |                      |                 |                      |                      |
| 定格時ピストン平均速度 (m/s) | 8              | 8          | 8                    | 8                    | 8          | 8          |            |            | 8                    |                 | 8                    | 6.4                  |
| 定格時平均有効圧力 (kg/cm2)  | 5.3            | 5.5        | 5.65                 | 6.35                 |            |            |            |            | 6.36                 | 7.08            | 6.36                 | 7.06                 |
| 定格時燃料消費率 (g/PS/h)    | 195            |            | 195                  | 190                  |            |            |            |            | 195以下              | 200以下         | 195以下              | 200以下              |
| 最大出力 (PS-rpm)            | 200-2000       |            | 220-1800             | 235-1800             |            | 280-1800   | 320-1800   |            | 200-1800             |                 | 200-1800             | ━━                   |
| 最大時ピストン平均速度 (m/s) |                |            | 10.7                 | 10.7                 | 10.7       | 10.7       | 10.7       |            | 9.6                  |                 | 9.6                  |                      |
| 最大時平均有効圧力 (kg/cm2)  |                |            | 5.83                 | 6.47                 |            |            |            |            | 5.89                 |                 | 5.89                 |                      |
| 燃料ポンプ                   |                |            | ボッシュPE8B80       | ボッシュPE8B90       |            |            |            |            |                      | ボッシュPE8B90  |                      |                      |
| 噴射弁                       |                |            | ボッシュ形           | ボッシュ形           |            |            |            |            | ボッシュ形           | ボッシュ形      | ボッシュ形           | ボッシュ形           |
| 潤滑方式                     | 歯車ポンプ圧送 |            | 渦巻ポンプ圧送       | 渦巻ポンプ圧送       |            |            |            |            | 歯車ポンプ圧送       |                 | 歯車ポンプ圧送       | 歯車ポンプ圧送       |
| 冷却方式                     |                |            | 遠心式渦巻ポンプ循環 | 遠心式渦巻ポンプ循環 |            |            |            |            | 遠心式渦巻ポンプ循環 |                 | 遠心式渦巻ポンプ循環 | 遠心式渦巻ポンプ循環 |
| 起動電動機                   | DC24V-6PS×2    |            | DC24V-6PS×2          | DC24V-7PS×2          |            |            |            |            | DC24V-7PS×2          |                 | DC24V-7PS×2          | DC24V-7PS×2          |
| 充電発電機                   | 24V500W電圧形  |            | 24V1kW電圧形         | 24V1kW電圧形         |            |            |            |            |                      |                 | DM80D形              |                      |
| 蓄電池                       |                |            | 500W                 | 500W                 |            |            |            |            |                      |                 |                      |                      |
| 弁開時期（吸気・開、deg）    |                |            | TDC 0                | TDC 0                |            |            |            |            | TDC 0                |                 | TDC 0                | TDC 0                |
| 弁開時期（吸気・閉、deg）    |                |            | BDC 後48             | BDC 後48             |            |            |            |            | BDC 後48             |                 | BDC 後48             | BDC 後48             |
| 弁開時期（排気・開、deg）    |                |            | BDC 前40             | BDC 前40             |            |            |            |            | BDC 前40             |                 | BDC 前40             | BDC 前40             |
| 弁開時期（排気・閉、deg）    |                |            | TDC 後8              | TDC 後8              |            |            |            |            | TDC 後8              |                 | TDC 後8              | TDC 後8              |
| 燃料噴射時期 (deg)           |                |            | TDC 前28             | TDC 前28             |            |            |            |            | TDC 前26             |                 | TDC 前34             | TDC 前34             |
| 爆発順序                     |                |            | 1-5-7-3-8-4-2-6      | 1-5-7-3-8-4-2-6      |            |            |            |            | 1-5-7-3-8-4-2-6      | 1-5-7-3-8-4-2-6 | 1-5-7-3-8-4-2-6      | 1-5-7-3-8-4-2-6      |
| 全長 (mm)                    | 2005           |            | 2005                 | 2005                 |            |            |            |            | 2011.5               |                 | 2392                 | 2362                 |
| 全幅 (mm)                    | 1117           |            | 1117                 | 1117                 |            |            |            |            | 1137.3               |                 | 1362.9               | 1362.9               |
| 全高 (mm)                    | 987            |            | 987                  | 987                  |            |            |            |            | 987                  |                 | 752.6                | 752.6                |
| 重量（乾燥状態、t）          | 1.4            |            | 1.4                  | 1.4                  |            |            |            |            | 1.4                  |                 | 1.55                 | 1.55                 |

## 主な搭載車種

### 旧国鉄→JRグループ
- 国鉄キハ42500形二代(キハ07)気動車
- 国鉄キハ44000形気動車
- 国鉄キハ44100形気動車
- 国鉄キハ44500形気動車
- 国鉄キハ08系気動車
- 国鉄キハ10系気動車
- 国鉄キハ20系気動車
- 国鉄キハ35系気動車
- 国鉄キハ37形気動車
- 国鉄キハ45系気動車
- 国鉄キハ55系準急型気動車
- 国鉄キハ56系急行型気動車
- 国鉄キハ57系急行型気動車
- 国鉄キハ58系急行型気動車
- 国鉄キハ80系特急形気動車
- 国鉄DD11形ディーゼル機関車

### 私鉄各社
注 : 譲渡車、機関換装車を除く
- DMH17
  - 羽後交通 : キハ1形
  - 鹿児島交通 : キハ100形
  - 加越能鉄道 : キハ15001
  - 関東鉄道 : キハ42002
  - 熊延鉄道 : ヂハ200形
  - 津軽鉄道 : DC200形
- DMH17B
  - 有田鉄道 : キハ250形
  - 茨城交通 : ケハ401、ケキ102
  - 大分交通 : キハ600形
  - 小湊鉄道 : キハ6100形
  - 島原鉄道 : キハ4500形、キハ20形
  - 羽幌炭礦鉄道 : キハ1001
  - 夕張鉄道 : キハ250形
  - 留萠鉄道 : ケハ502、キハ1000形
- DMH17B1
  - 小田急電鉄 : キハ5000形、キハ5100形
- DMH17BX
  - 茨城交通 : ケハ402
  - 三井芦別鉄道 : キハ100形
  - 夕張鉄道 : キハ300形
  - 雄別鉄道 : キハ49200Y形、キハ100形
- DMH17S
  - 羽後交通 : DC1、DC2
  - 小名浜臨港鉄道 : DD351
  - 留萠鉄道 : DD201
- DMH17SB
  - 小名浜臨港鉄道 : DD352、DD353、DD451
- DMH17C（B形からの改造を含む）
  - 茨城交通 : ケハ600形
  - 岡山臨港鉄道 : 103
  - 小名浜臨港鉄道 : DD1、DD2、DB253
  - 加越能鉄道 : キハ180形
  - 関東鉄道 : キハ532形、キハ700形、キハ0形
  - 小湊鉄道 : キハ5800形、キハ200形
  - 上武鉄道 : DB102
  - 島原鉄道 : キハ26形、キハ55形
  - 津軽鉄道 : キハ24000形、DD351
  - 南海電気鉄道 : キハ5501形、キハ5551形
  - 羽幌炭砿鉄道 : キハ220形
  - 北陸鉄道 : キハ5300形
  - 北海道拓殖鉄道 : キハ301
  - 留萠鉄道 : キハ1100形、キハ2000形
- DMH17H
  - 関東鉄道 : キハ800形、キハ900形
  - 同和鉱業小坂製錬 : キハ2100形
  - 名古屋鉄道 : キハ8000系
  - 富士急行 : キハ58形

## ギャラリー

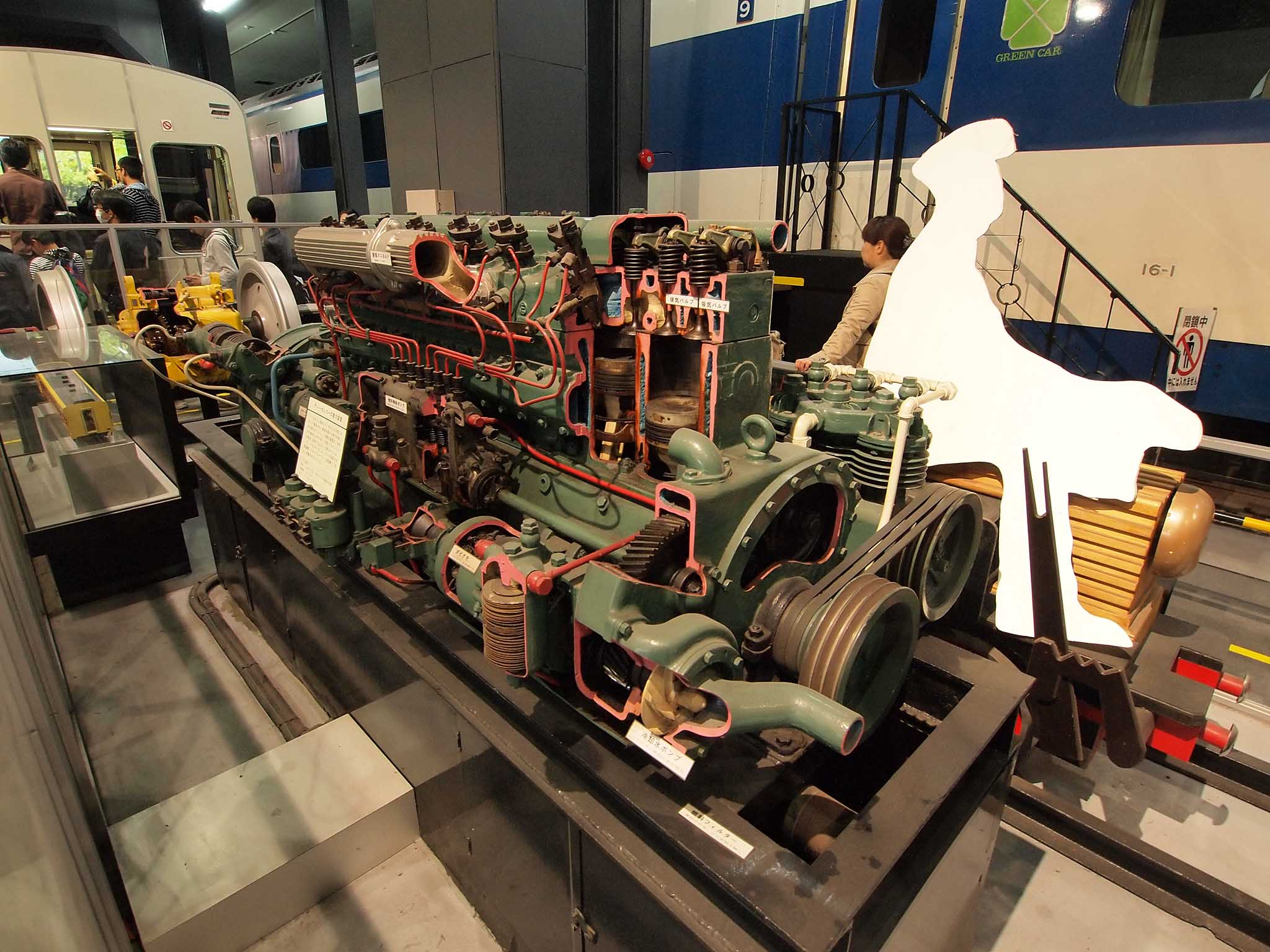
DMH17Bカットモデル（交通科学博物館収蔵）
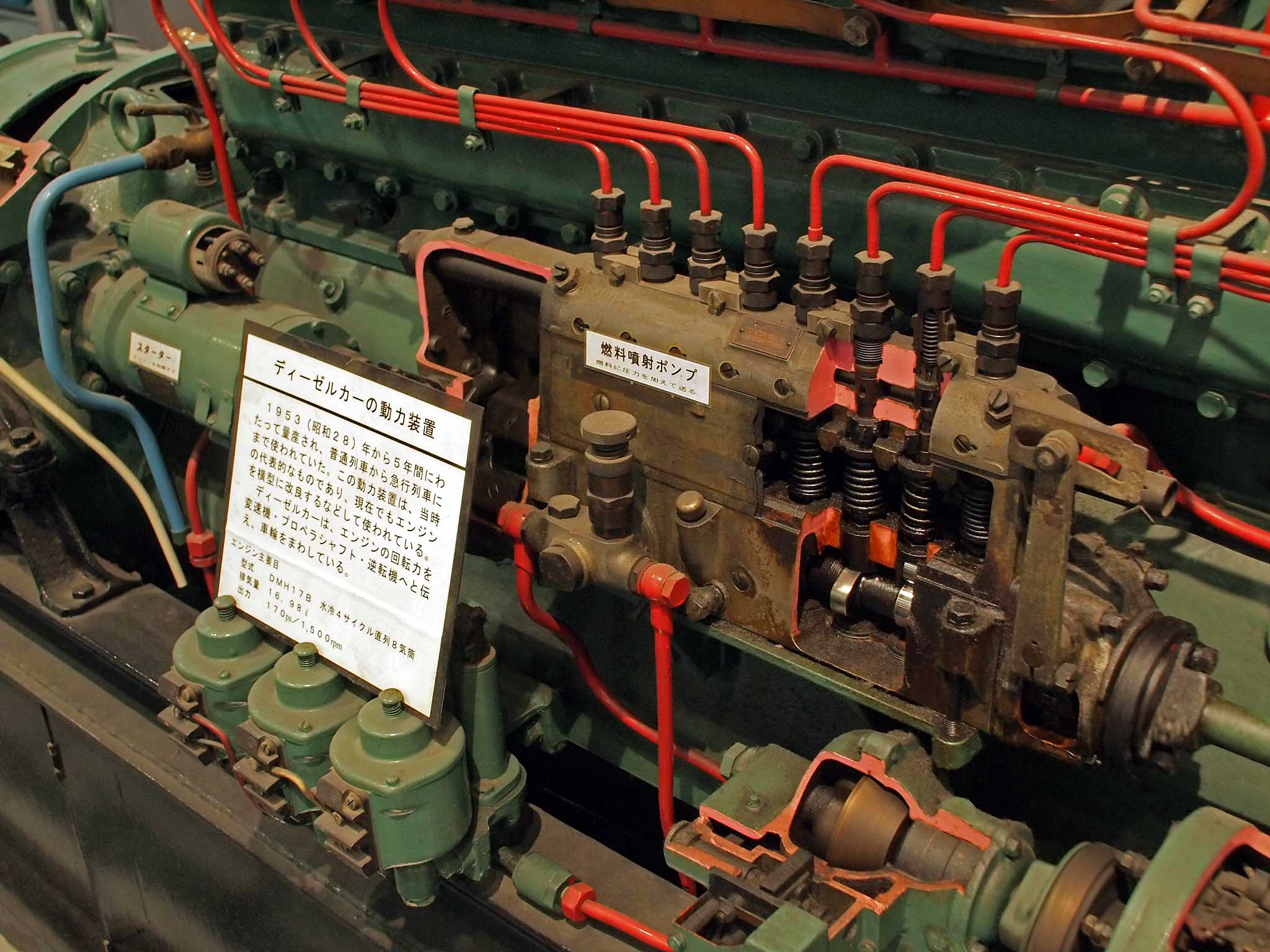
DMH17Bの燃料噴射ポンプ（同）